# Caconde
Caconde é um município brasileiro do estado de São Paulo. Sua população estimada em 2019 era de 18.985 habitantes. O município é formado pela sede e pelo distrito de Barrânia.

## Estância climática
Caconde é um dos 12 municípios paulistas considerados estâncias climáticas pelo estado de São Paulo, por cumprirem determinados pré-requisitos definidos por Lei Estadual. Tal posição garante a esses municípios uma verba maior por parte do Estado para a promoção do turismo regional. Também, o município adquire o direito de agregar junto a seu nome o título de Estância Climática, termo pelo qual passa a ser designado tanto pelo expediente municipal oficial quanto pelas referências estaduais.

## História

### Formação territorial-administrativa
Histórico da formação do município:
- Distrito criado com a denominação de Caconde no ano de 1775, no município de Mogi-Mirim.

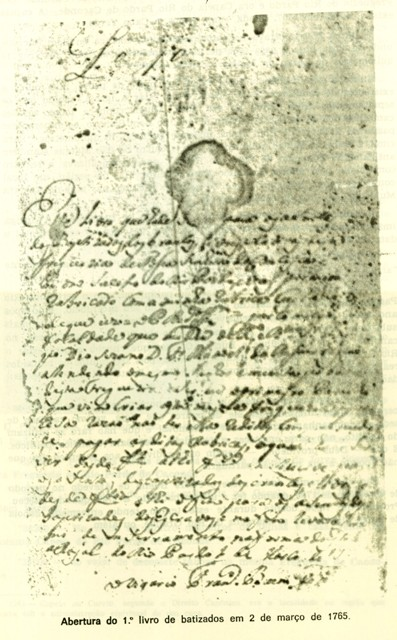
Abertura do primeiro livro de batismos da nova freguesia.

- Lei Provincial nº 15, de 25 de fevereiro de 1841, transfere o distrito para o município de Casa Branca.
- Elevado à categoria de vila com a denominação de Caconde por Lei Provincial nº 6, de 5 de abril de 1864, desmembrado de Casa Branca. Sua instalação verificou-se no dia 21 de janeiro de 1865.
- Lei nº 1.028, de 06 de dezembro de 1906, cria o distrito de Tapiratiba e incorpora ao município de Caconde.
- Lei Estadual nº 2329, de 27 de dezembro de 1928, desmembra do município de Caconde o distrito de Tapiratiba.
- Lei nº 2.694, de 03 de novembro de 1936, cria o distrito de Santo Antonio da Barra (atual Barrânia) e incorpora ao município de Caconde.

## Geografia
Localiza-se a uma latitude 21º31'46" sul e a uma longitude 46º38'38" oeste, estando a uma altitude de 860 metros. Possui uma área de 470,50 km².

### Hidrografia
- Rio Pardo

### Rodovias
- SP-253
- SP-344

## Demografia

### População
| Crescimento populacional                             | Crescimento populacional | Crescimento populacional | Crescimento populacional |
| Ano                                                  | População Total          |                          | %±                       |
| ---------------------------------------------------- | ------------------------ | ------------------------ | ------------------------ |
| 1872                                                 | 7 056                    |                          |                          |
| 1890                                                 | 9 989                    |                          | 41,6%                    |
| 1900                                                 | 10 246                   |                          | 2,6%                     |
| 1910                                                 | 15 500                   |                          | 51,3%                    |
| 1920                                                 | 24 791                   |                          | 59,9%                    |
| 1925                                                 | 26 637                   |                          | 7,4%                     |
| 1934                                                 | 21 721                   |                          | −18,5%                   |
| 1937                                                 | 23 222                   |                          | 6,9%                     |
| 1940                                                 | 17 314                   |                          | −25,4%                   |
| 1946                                                 | 19 568                   |                          | 13,0%                    |
| 1950                                                 | 15 834                   |                          | −19,1%                   |
| 1958                                                 | 14 835                   |                          | −6,3%                    |
| 1960                                                 | 18 158                   |                          | 22,4%                    |
| 1970                                                 | 15 248                   |                          | −16,0%                   |
| 1980                                                 | 16 418                   |                          | 7,7%                     |
| 1991                                                 | 17 283                   |                          | 5,3%                     |
| 2000                                                 | 18 378                   |                          | 6,3%                     |
| 2010                                                 | 18 538                   |                          | 0,9%                     |
| 2022                                                 | 17 101                   |                          | −7,8%                    |
| Est. 2024                                            | 17 266                   | [ 10 ]                   | 1,0%                     |
| Fontes: Censos Demográficos IBGE e Estimativas SEADE |                          |                          |                          |

## Política e administração

### Subdivisões
Distrito de Barrânia, Várzea, Cristais, Santa Cruz, Santo Antônio, Bela Vista, Condomínio Portal da Estância, Jardim Santa Lúcia, Jardim Alvorada, Jardim Bela Estância, Jardim Redentor, Jardim Poli, São José I, São José II, São José III, Nova Estância, Conjunto Habitacional "José Fornari".

## Infraestutura

### Educação
Educação: Ensino Básico, Fundamental e Médio
- Colégio Scala - Sistema do Anglo
- EE Professor Fernando Magalhães EFM
- EE Professor Roque Ielo EFM
- EE Professor Oscar Waldomiro de Vasconcellos EFM
- EMEF Dr. Cândido Lobo
- EMEF Professor Ernesto Cardoso de Paiva
- EMEF Professor Walter Gomes Juste
- EMEI Monteiro Lobato
- APAE (Escola de Educação Especial)
- Centro Paula Souza

### Comunicações
O sistema de telefones automáticos foi inaugurado na cidade em 1966 pela Telefônica Botelhos. Já o sistema de discagem direta à distância (DDD) foi implantado em 1981 pela Telecomunicações de São Paulo (TELESP) com o código de área (0196).
Na década de 90 o código DDD da cidade foi alterado para (019), para padronização do sistema telefônico com a telefonia celular que estava sendo implantada em todo o estado.

## Turismo
Caconde é uma cidade com um alto potencial turístico. Com a construção da Usina Caconde pela Comércio Construtora Camargo Corrêa (atual Mover Participações), cujas obras se iniciaram em 1958, a paisagem foi profundamente modificada. O represamento das águas pela barragem, cuja extensão chega a 450 metros, proporcionou a formação de um lago artificial com 31 km² de área.
A exploração do turismo rural também é possível, pois a região possui tradição na cafeicultura e fazendas centenárias.

### Principais pontos turísticos
- Aquário Municipal de Caconde

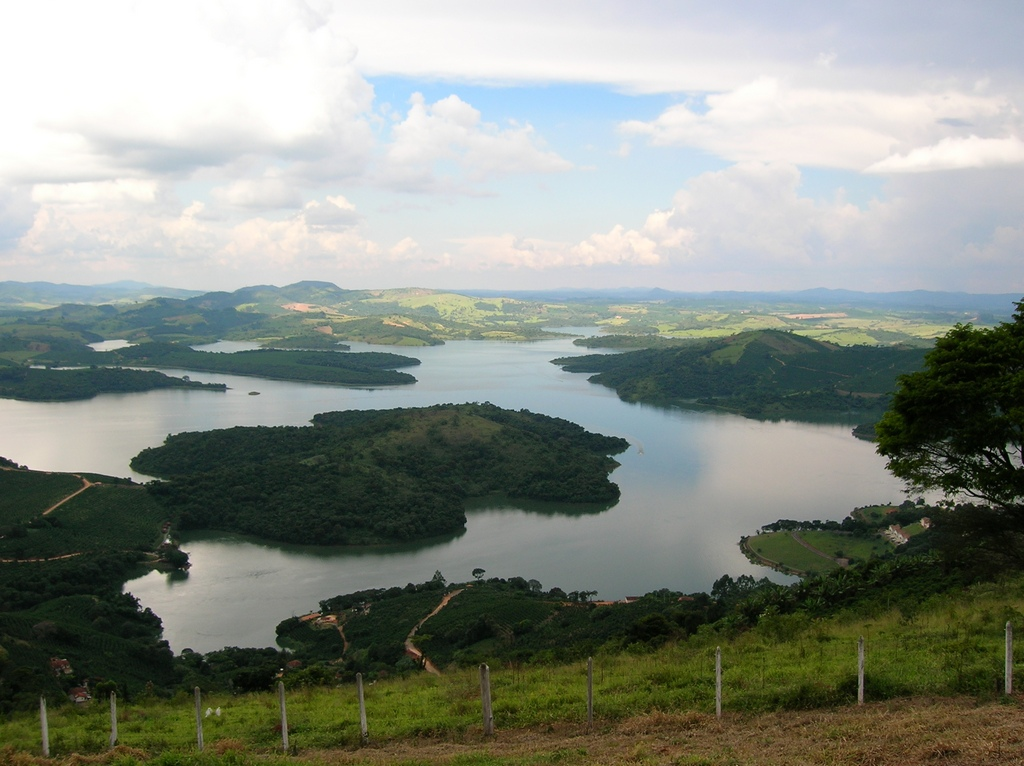
Represa de Caconde vista do Morro do Mirante.

- Basílica Santuário de Nossa Senhora da Conceição em Caconde
- Biblioteca Municipal "Joãozinho Gomes"
- Cachoeira de São João
- Cachoeira de Santa Quitéria
- Capela de Nossa Senhora da Conceição Aparecida (Centenária - 1908)
- Casa da Cultura "Prof. Edmundo Migliaccio" - Edifício datado aproximadamente de 1900.
- Corredeiras do Rio Pardo (raffting)
- Cemitério Municipal (Antigo), datado aproximadamente de 1850.
- Escadaria e Gruta de Nossa Senhora do Rosário
- Fuga, Escoadouro da Represa Caconde (lagos e trilhas ecológicas)
- Morro do Pontal (Capela e Mirante)
- Paço Municipal "Miguel Teixeira da Silva" - Edifício de influência italiana.
- Parque "Prainha"
- Praça "Dr. Ranieri Mazzilli", Praça da Basílica(Centro)
- Praça "Do Rosário", Monumento ao Cristo Redentor.
- Praça "Pedro Ribeiro de Paiva", Mirante.
- Represa Caconde
- Usina Velha (lagos e trilha ecológica)

## Pessoas ilustres
Caconde é conhecida por ser a cidade do ex-presidente da República Ranieri Mazzilli.

## Religião
O Cristianismo se faz presente na cidade da seguinte forma:

### Igreja Católica

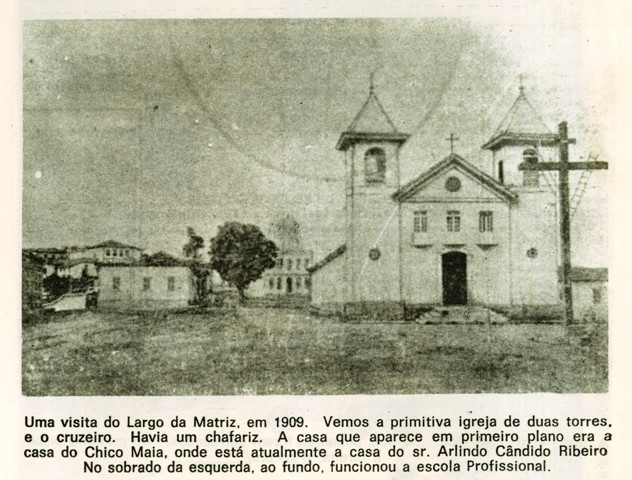
Igreja Matriz de Caconde, ano de 1909.

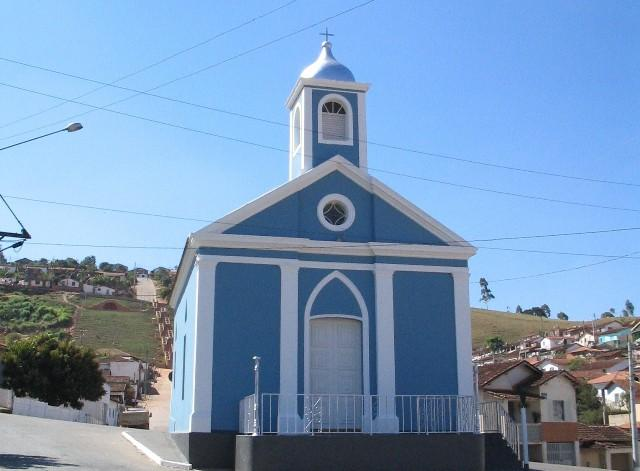
Capela de Nossa Senhora da Conceição Aparecida.

A Basílica Santuário de Nossa Senhora da Conceição em Caconde pertence à Diocese de São João da Boa Vista. É uma das paróquias mais antigas da diocese e é dedicada a Nossa Senhora da Conceição do Bom Sucesso, tendo sido criada, segundo a Tradição, em 19 de março de 1775, por ordem de Dom Manuel da Ressurreição, terceiro bispo de São Paulo.
Sua elevação a Santuário data de 7 de dezembro de 2004, por decreto diocesano de Dom David Dias Pimentel, bispo de São João da Boa Vista. E a partir do dia 26 de outubro de 2006, passa a ter um "Vinculi Adfinitatis Spiritalis" (Vínculo de Afinidade Espiritual) perpétuo com a Sacrosanta e Papal Basílica de Santa Maria Maior em Roma, pelo qual, possui o indulto de indulgências Plenárias de que goza a mesma Basílica.
Pelo Decreto de 12 de agosto de 2008, da Sagrada Congregação do Culto Divino e Disciplina dos Sacramentos, o Santuário de Nossa Senhora da Conceição em Caconde foi elevado pelo Santo Padre Bento XVI à dignidade de Sacrossanta Basílica Menor. Seu atual pároco reitor é o padre José Ivan Rocha Gandolfi.
A Basílica Santuário é uma construção em estilo neo românico puro, cujo projeto é de autoria do falecido Prof. Bruno Simões Magro da Escola Politécnica de São Paulo. No interior do Santuário, encontram-se expostas três telas pintadas a óleo em estilo clássico, figurando Jesus Crucificado, a Assunção de Nossa Senhora e Nossa Senhora da Conceição (padroeira de Caconde), pintadas pelo famoso pintor cacondense Edmundo Migliaccio, falecido professor do Liceu de Artes e Ofícios de São Paulo.
Está também ligado à história de Caconde e da Paróquia, o famoso cientista, padre Roberto Landell de Moura, que foi pioneiro do rádio no Brasil. Landell de Moura foi pároco em Caconde, tendo em 8 de setembro de 1908 dando a bênção e inaugurado a agora centenária Capela de Nossa Senhora da Conceição Aparecida.

### Igrejas Evangélicas
Entre as igrejas protestantes históricas, pentecostais e neopentecostais, encontram-se na cidade:
- Assembleia de Deus Ministério do Belém.[20][21]
- Congregação Cristã no Brasil.[22]
- Igreja Presbiteriana Independente do Brasil.[23]